# SMS
Служба коротких повідомлень (англ. SMS, Short Message Service) — послуга обміну (передачі і прийому) короткими текстовими повідомленнями в телекомунікаційних мережах, доступна для більшості мобільних телефонів та інших комунікаційних пристроїв, таких як пейджер, модем, КПК, або навіть настільний комп'ютер (за допомогою функцій програмного забезпечення). 

## Загальний опис
Для реалізації послуга повинна підтримуватись оператором зв'язку, комунікаційним пристроєм та програмним забезпеченням комунікаційного пристрою. Для випадку мобільного зв'язку для користування послугою потрібна SIM (USIM, R-UIM)-карта. Технологія смс-повідомлень підтримується мобільними мережами GSM, NMT, D-AMPS, CDMA, UMTS. Існує також послуга передачі текстових повідомлень на телефони стаціонарного (фіксованого зв'язку).
Максимальна стандартна довжина одного смс-повідомлення становить до 160 знаків латиницею або 70 кирилицею. Довші повідомлення розбиваються на кілька повідомлень. Оплата здійснюється за кожне повідомлення окремо згідно з умовами договору (тарифного плану, контракту).
В інтернеті є чимало сайтів для відправки смс на мобільні телефони, зокрема сайти операторів мобільного зв'язку. Оператори зв'язку можуть обмежувати можливість прийому смс-повідомлень з інтернету, передачі смс-повідомлень на комерційні короткі номери та надавати абоненту можливість блокування таких повідомлень за допомогою сервісних (службових) смс-повідомлень або USSD-команд (запитів) (для запобігання спаму та шахрайства).
Послуга SMS створена як складова частина стандарту GSM Phase 1. 3 грудня 1992 року у Великій Британії було відправлено перше SMS-повідомлення з персонального комп'ютера на GSM-телефон «Orbitel 901» Річарда Джарвіса (директора компанії «Vodafone»). Текст повідомлення був такий: Merry Christmas.
У грудні 2021 року на аукціоні у Франції було продано перше в історії СМС-повідомлення за 132 тис. євро.
На сьогодні — це не дуже популярний сервіс саме серед користувачів-, оскільки є, наприклад, різні Інтернет-сервіси, як месенджери, які дешеві і підтримують набагато більше можливостей, наприклад, відправку файлів, але з іншої сторони — є розсилка SMS-повідомлень від мобільних операторів при поповненні номеру телефону та ще в деяких випадках.

## Цікаві факти
Дослідження професора університету Індіани Сьюзен Херрінг визначили, що жіночі СМС довші і загалом експресивніші за змістом, аніж чоловічі.